# Голам-Али Хадад Адел
Голам-Али Хадад Адел (на персийски: غلامعلی حداد عادل‎‎) е ирански философ, политик и бивш председател на парламента, първи след иранската революция (1979), който не е духовник. Кандидат за президент на Иран през 2013 г., но се оттегля на 10 юни, четири дни преди изборите.

## Ранен живот
Хадад Адел е роден в Техеран на 4 май 1945 г. Получава бакалавърска степен по физика от университета в Техеран и магистърска степен по физика от университета в Шираз. Също така има докторска степен по философия от университета в Техеран, която получава през 1975 г.
Учи ислямска философия при Сайед Хосеин Наср, който е известен със своята критика към марксизма.

## Кариера
След иранската революция става член на Ислямската републиканска партия и заема много правителствени постове, включително заместник-министър на културата (1979 г.) и заместник-министър на образованието (1982 – 1993). От 1995 г. се отдава на ръководенето на иранската академия за персийски език и литература. Той е и изпълнителен директор на Фондация Ислямска енциклопедия. Допринася за стартирането на националните научни олимпиади в Иран.
Хадад-Адел работи в Меджлиса тринадесет години в четири мандата. Макар че като кандидат за депутат от провинция Техеран е 33-ти на парламентарните избори от 2000 г., след като Съвета на настойниците отменя 700 000 гласа и отстранява Алиреза Раджай и Али Акбар Рахмани, и след отказването на Акбар Хашеми Рафсанджани, се класира 30-и. Хадад-Адел събира най-много гласове от Техеран четири години по-късно, когато повечето от техеранците отказат да гласуват през 2004 г., защото на много реформистки кандидати, не им е позволено да участват. Подкрепен е от партия „Абадгаран“ и става председател на парламента на 6 юни 2004 г., с 226 гласа от общо 259. Той е първият не-духовник председател след революцията. От 2008 г. е съветник на върховния лидер Али Хаменеи. През 2012 г. се кандидатира отново за говорител на Меджлиса, но губи.
Член е на Висшия съвет на Културната революция и на Съвета за целесъобразност.

### Президентски избори 2013 г.
Хадад-Адел се кандидатира за президент на изборите, проведени през юли 2013 г. Той формира коалиция „2 + 1“ с Мохамед Багер Галибаф и Али Акбар Велаяти през октомври 2012 г., като един от тях да бъде кандидат на коалицията в предстоящите избори. Той е регистриран като кандидат за президент и одобрен да участва на изборите от Съвета на настойниците, орган за проучване на духовници и юристи, заедно със седем други.
Хадад-Адел оттегля кандидатурата си от президентските избори на 11 юни с изявление за новинарска агенция „Мер“:
„С моето оттегляне моля скъпите хора да спазват стриктно критериите на върховния лидер на революцията (Хаменеи), когато гласуват за кандидатите“.
Той не подкрепя нито един кандидат, но призовава за твърда консервативна победа. „Съветвам скъпите хора, да вземат правилното решение, така че или по-консервативният да победи в първия тур, или ако изборите продължат до втори тур, конкуренцията да е между двама консерватори“.